# (46610) Bésixdouze
(46610) Bésixdouze – planetoida z grupy pasa głównego asteroid okrążająca Słońce w ciągu 3 lat i 154 dni w średniej odległości 2,27 au. Została odkryta 15 października 1993 roku w obserwatorium w Kitami przez Kina Endate i Kazurō Watanabe. Nazwa planetoidy nawiązuje do liczby zapisywanej jako 46610 w systemie dziesiętnym i jako B612 w systemie szesnastkowym (po francusku „bé-six-douze”). B612 to oznaczenie fikcyjnej planety w powieści Mały Książę. Nazwa została zasugerowana niezależnie przez F. Hémery i J. Grygar. Przed nadaniem nazwy planetoida nosiła oznaczenie tymczasowe (46610) 1993 TQ1.